# Čedomir Pavičević
Cedomir Pavicevic (Subotica, Serbia, 23 de mayo de 1978), futbolista serbio. Juega de volante y su actual equipo es el Vasas SC de la Soproni Liga de Hungría.

## Clubes
| Club         | País    | Año       |
| ------------ | ------- | --------- |
| OFK Belgrado | Serbia  | 1999-2003 |
| Pécsi MFC    | Hungría | 2003-2007 |
| Vasas SC     | Hungría | 2007-     |